# Saint-Bonnet-le-Froid
Saint-Bonnet-le-Froid – miejscowość i gmina we Francji, w regionie Owernia-Rodan-Alpy, w departamencie Górna Loara. Nazwa miejscowości pochodzi od imienia św. Boneta.
Według danych na rok 1990 gminę zamieszkiwało 180 osób, a gęstość zaludnienia wynosiła 14 osób/km² (wśród 1310 gmin Owernii Saint-Bonnet-le-Froid plasuje się na 669. miejscu pod względem liczby ludności, natomiast pod względem powierzchni na miejscu 703.).